# Alfred Romero
Alfredo Romero Fernández (Cádiz, Andalucía; 19 de noviembre de 1980), más conocido como Alfred Romero, es un cantante español, vocalista de la banda de power metal sinfónico/metal neoclásico Dark Moor.

## Comienzos
Inició su interés en la música tocando la batería, y tiempo después la guitarra. Así, pasaba la mayoría de su tiempo tratando de mejorar como guitarrista, pero sus allegados le incitaban a cantar, diciéndole que esa era su vocación.
A la edad de 20 años da sus primeros pasos como cantante, con las influencias de personajes como Joey Tempest, Roy Khan o Freddie Mercury y admirando agrupaciones legendarias como Iron Maiden, Europe, Whitesnake o Metallica.
En 2000 formó parte de la banda Scheherezade, grabando sólo un demo.

## Dark Moor
Es hasta el 2003, cuando su carrera se torna de manera seria, Dark Moor ofrecía audiciones para un «nuevo vocalista», es ahí donde Alfred se presenta un poco dudoso, pero éstos, al escucharle, quedaron impresionados por su capacidad vocal, la cual fue capaz de cumplir con la demanda del entonces nuevo álbum homónimo Dark Moor que estaba originalmente ideado para la exvocalista femenina Elisa Martin, convirtiéndose así en la nueva voz de una banda con renombre en la escena del power metal europeo.
Posteriormente, consiguen entrar en una gira internacional recorriendo España, Bélgica y Francia junto a After Forever, Nightmare y Amaran. Siendo concretamente el 16 de enero del 2004, en Bruselas, el día en que Alfred demuestra por primera vez, sus dotes vocales en vivo. Con la positiva respuesta del público, After Forever lo invita a interpretar un par de canciones junto a ellos durante dicha gira.
En el 2005 graba Beyond The Sea, que supuso la consolidación del renovado sonido de la banda, liberándose de la tarea de cantar unos temas que no estaban pensados para él (como sucedía en su anterior álbum). Complaciendo a su propio público con agudos limpios o desgarres oscuros. 
A principios del 2007, estrenan su sexto álbum de estudio, titulado Tarot. Con una evolución musical notable, y un Alfred muy versátil, capaz de alcanzar una amplia gama de tonos, desde los más bajos a los más altos. Firman contrato con el sello italiano Scarlet Records, y el sello japonés Avalon Marquee. Esta situación, los lleva a una gira por Sudamérica, visitando Chile, Perú, y Brasil, colocándose como «la primera banda de metal española en tocar en tierras brasileñas». 
Luego de dos años de expectación, en marzo del 2009, Dark Moor presenta Autumnal. Un álbum más neo-clásico, por sus cortes sinfónicos y algunos pasajes góticos. Se aprecia mucho más la personalidad de Alfred como intérprete, mejorando su nivel de inglés con un registro natural de tonos medios, cambia de los agudos de siempre, a notas más graves de lo que estaba acostumbrado. Con este disco, tocan por toda Europa y consiguen algunos de sus objetivos más ambiciosos, al tocar en Rusia y República Checa. 
Ancestral Romance sale a la luz en noviembre del 2010, dicho álbum, está completamente dedicado a su país, España. Contiene homenajes al Cantar de mio Cid, los amantes de Teruel, El Quijote, La vida es sueño de Calderón de la Barca, etc. Concretamente, el tema de Gadir es un tributo a la tacita de plata, Cádiz, donde nació y creció Alfred Romero. Además, contiene una versión del poema de José de Espronceda La canción del Pirata (musicalizado anteriormente por Lancelot y años más tarde por Tierra santa) Es el primer corte de Dark Moor, completamente en español. Aquí, Alfred maneja más una voz de barítono, como dijo en una entrevista hecha para Rafabasa.com: «En tesituras bajas puedo permitirme el lujo de interpretar mucho más, de creerme que soy el personaje sobre el que estoy cantando y de darle más énfasis y color a las canciones, que es lo que en realidad me gusta».
El 18 de junio del 2013, presentan su último trabajo Ars Musica. Sin duda, el álbum «más experimental de toda su carrera», dejando el power metal para envolver a su público en melodías de hard rock y novedosos arreglos orquestales. Alfred se torna muy diverso e interesante, demuestra un fantástico rango, yendo desde la ópera hasta el agudo heavy. Tal como en El Último Rey, que es, por cierto, la primera composición propia en español en la historia de Dark Moor, y está escrita entre Francisco J. García y él. Reciben críticas muy positivas respecto al cambio de género musical, en especial con la evolución de Alfred, que es considerado como uno de los mejores cantantes de la escena.
En Japón, se colocan en la 5º posición de álbumes más vendidos en la categoría de hard rock/Heavy Metal, quedando tan solo por detrás de Black Sabbath, Megadeth, Van Halen y Whitesnake. Además el disco está entre los más comprados en Amazon siendo el #1 en España y Francia, y #4 en Reino Unido.
Para promocionar su lanzamiento, Dark Moor confirma una gira en México por primera vez. Más adelante se confirma una minigira por Asia que les lleva por Taiwán, Japón, China y Corea del Sur, convirtiéndose en la primera banda de metal nacional en visitar China.
En 2018, Dark Moor anunció y presentó varios temas del disco Origins, lanzado el 7 de diciembre de 2018, y que daría un giro hacia las culturas anglosajonas, literatura céltica y reminiscencias musicales como la tradición escocesa, con canciones como 'Raggle taggle gypsy' o 'Isoult', sobre la leyenda de Tristán e Isolda.

## Discografía

### Álbumes
- Dark Moor (2003)
- Beyond The Sea (2005)
- Tarot (2007)
- Autumnal (2009)
- Ancestral Romance (2010)
- Ars Musica (2013)
- Project X (2015)
- Origins (2019)

### Colaboraciones
- Tribute to a Madman (2004), Mr. Crowley
- Gauntlet, Path of Nails (2006), Silver Bullet.
- Edgar Allan Poe. Legado de una Tragedia (2008), Gato Negro, Alma Errante.
- Beto Vázquez Infinity, Existence (2010), The Temple.
- Anna Fiori, Magna Mater (2013), Sueños de libertad.
- Edgar Allan Poe. Legado de una Tragedia II (2014), La antesala del infierno.
- Edgar Allan Poe. Legado de una Tragedia III (2016), Epitafio del Destino.